# 亚洲皇家学会韩国分会
亚洲皇家学会韩国分会是一个位于韩国首尔的学术协会。它成立于1900年，是世界上第一个韩国研究组织，旨在为朝鲜半岛的历史、文化和自然景观提供学术研究的平台。它被认为是目前现存的最古老的专门致力于被称为韩国研究英语学术组织。
它的年度期刊《交易》被描述为“在20世纪的大部分时间里，韩国文化最重要的西方语言来源。”

## 历史

### 早期历史
该协会于1900年6月16日首次成立，当时在首尔联合俱乐部的阅览室举行了一次创始会议，有十七人（除了四名新教传教士）出席了会议。当天，官员们当选，并通过了一部宪法（基于大不列颠及爱尔兰皇家亚洲协会的宪法）。英国俄罗斯公司立即承认了韩国分部的成立，并授权使用其名称。出席就职会议的有代理英国代辦J。H.Gubbins（成为第一任总统）和传教士James Scarth Gale，Homer B.赫尔伯特，乔治·希伯·琼斯，霍勒斯·格兰特·安德伍德，亨利·格哈德·阿本泽勒， DA.邦克和威廉·B。斯克兰顿其他从一开始就是RASKB成员的传教士包括医生Horace N.艾伦，奥利弗·R 艾维森和圣公会牧师（后来的主教）马克·纳皮尔·特洛洛普虽然大多数人不是英国王室的臣民，但许多人与朝鲜皇室成员很熟悉。
从一开始，该协会的主要活动就是成员在偶尔的会议上展示和讨论学术论文。这些论文随后发表在一份名为《皇家亚洲学会韩国分会交易》的年度期刊上。
从1900年到1902年底，协会定期开会，发表论文，随后发表。然而，从1903年初开始，其活动停止了，直到1911年初选出新主席和理事会才恢复。这种中断的原因包括许多创始成员的死亡或离开韩国，以及那些年令人不安的事件，包括日俄战争和1910年日本吞并大韩帝国。
然而，1911年后，该协会继续定期开会并出版《交易》，直到1941年底太平洋战争爆发。日本占领开始后不久，RASKB发表了三篇日本作者的论文，其中三篇都有殖民主义议程；直到1945年解放后，RASKB才正式对日本帝国主义发表任何看法
即使在今天，《交易》上发表的许多论文仍然吸引着韩国文化的学者它们涵盖了各种各样的主题，从韩国文化最遥远的起源，到对古代纪念碑和寺庙的描述，到在韩国发现的动植物清单，再到对当代金矿和人参生产的调查。
在此期间，协会建立了一个规模适中的借阅图书馆。1945年日本投降后，包括Horace Horton Underwood在内的一些前成员回到了韩国，该协会恢复了活动。
然而，1950年6月朝鲜战争的爆发导致其活动暂停。1950年的总统，圣公会牧师查尔斯·亨特和爱尔兰圣公会修女玛丽·克莱尔修女，曾为社会杂志撰写有关植物学的文章，是朝鲜军队在所谓的死亡行军中向北带去的许多外国传教士和外交官之一。亨特在1950年11月的旅途中去世。

### 现代历史
朝鲜战争结束后的几年，回归的成员才能够恢复协会中断的活动。1951年《交易》第三十二卷，其中包含1950年初的活动报告，于1951年战争期间在香港印刷。第三十三卷日期为1957年，虽然它仍然必须在香港印刷，但它记录了1956年2月23日复兴的RASKB第一次大会是如何举行的。复兴的社会迅速发展和繁荣。
居住在韩国的外国人越来越多，不仅是外交官和传教士，还有来自许多国家的军事、教育和商业人员。对于美国和平队项目的志愿者来说，这些会议尤为重要，在接下来的几十年里，许多人与RASKB保持了联系。长期以来，RASKB的会议为了解更多关于韩国历史和文化提供了独特的机会。
很快，协会开始组织实地考察，前往有时远离首尔的景点。在大韩民国各部委和军事当局的帮助下，战后朝鲜的运输困难得到了缓解。在相当长的一段时间里，RASKB独自提供此类项目，在大多数交易卷末尾发现的成员名单很快就上升到一千多份。
也正是在这个时候，该协会开始以自己的名义出版关于韩国的学术和更受欢迎的书籍。在本世纪的最后几十年里，它还进口和销售了在国外出版的有关韩国主题的书籍。从20世纪70年代末开始，它能够租用办公室/书店，并聘请一名全职的韩国总经理。这一时期的主要人物包括学术圣公会传教士Richard Rutt、Carl Ferris Miller和属于RASKB的Underwood家族的第三代Horace G. Underwood II。

## 关闭公告
在财务困难和付费会员减少之后，RAS-Korea于2024年11月宣布将停止运营。俄罗斯科学院-韩国主席史蒂夫·希尔兹在《韩国时报》上写道：“11月，俄罗斯科学院理事会以沉重的心和压倒性的失落感投票关闭了大门，解散了社会的法律管理实体。与此同时，我们投票决定为RAS图书馆找到一个新的家。”

## 当前状态
今天，当韩国是国际舞台上的主要人物，拥有数十万外国居民时，RASKB继续提供定期讲座节目，通常每月在首尔市中心的萨默塞特宫举行两次，并在周末进行短途旅行和徒步旅行。
截至2018年6月，它已经出版了92卷交易。它在大学路基督教大厦的RASKB办公室有一个小型图书馆，藏有大约3000卷。它还有一个专注于翻译韩国文学的月度阅读俱乐部。自2004年以来，RASKB在韩国政府注册为非营利性文化基金会。
RASKB继续每年六月举行花园派对，在英国大使馆或美国驻Jeong-dong大使官邸举行。
该组织的印章由以下汉字组成：槿（右上角）、域（右下角）、菁（左上角）、莪（左下角），在韩语中发音为Kŭn yŏk Ch'ŏng A。前两个字表示木槿地区，指的是韩国，而另外两个字（郁郁葱葱）是一个隐喻，灵感来自儒家对中国《古言》的评论，可以翻译为“享受鼓励博学”。

## RAS-KB的主席
- 1900年：约翰·哈林顿·古宾斯
- 1902-03：约翰·纽维尔·乔丹
- 1903-11：没有主席当选
- 1911年：Arthur Hyde-Lay
- 1912-16：詹姆斯·斯卡斯·盖尔
- 1916年：亚瑟·海德-莱
- 1917-19年：马克·纳皮尔主教特洛洛普
- 1920年：兰斯福德·史蒂文斯·米勒
- 1921-25：马克·纳皮尔主教
- 1926年：亨利·道奇·阿本泽勒
- 1928-30：马克·纳皮尔主教
- 1931-33：博士霍勒斯·霍顿·安德伍德
- 1934年：E.W.库恩斯
- 1935年：查尔斯·亨特
- 1936年：休·米勒
- 1937年：WM.克拉克
- 1938-41：博士霍勒斯·霍顿·安德伍德
- 1948-49：博士霍勒斯·霍顿·安德伍德
- 1950年：查尔斯·亨特
- 1957年：霍勒斯·格兰特·安德伍德二世
- 1958年：乔治·L派克
- 1959年：博士理查德·赫兹
- 1960年：博士理查德·赫兹
- 1961-65：罗杰·尚巴德
- 1966年：罗伯特·A金尼
- 1967年：大卫·斯坦伯格
- 1968年：塞缪尔·H。莫菲特
- 1969年：卡尔·F·巴茨
- 1971年：奈杰尔·特伦什，第7代阿什敦男爵
- 1972年：金教授，Jungsae
- 1973年：大使皮埃尔·兰迪
- 1974年：Rt。理查德·鲁特牧师
- 1975年：爱德华·R。赖特
- 1976年：宋教授，Yo-in
- 1977年：博士卡尔·洛伊特里茨
- 1978年：詹姆斯·韦德
- 1979年：Helen R女士。铁岑
- 1980年：Paul G. van Weddingen
- 1981年：大使。罗兰·范登伯格
- 1982年：博士詹姆斯·霍伊特
- 1983年：芭芭拉·明茨夫人
- 1984年：博士詹姆斯·爱德华·霍尔
- 1985年：杜安·C戴维森
- 1986年：菲利普·韦顿
- 1987年：卡尔·费里斯·米勒
- 1988-89：博士金，杨德
- 1989-91年：Frederick Carriere
- 1992-93：博士霍勒斯·G·安德伍德
- 1994年：塞缪尔·H. Kidder
- 1995-96年：博士苏，智文
- 1997年：约翰·诺威尔
- 1998-99：大使。约斯特·沃尔夫斯温克尔
- 2000-01：博士霍勒斯·G·安德伍德
- 2002-05：博士金，杨德
- 2006-07：张，宋赫
- 2008-10：Peter Bartholomew
- 2011-20：大泽的安东尼兄弟
- 2021年至今：Steven L.盾牌